# Winnemucca
Winnemucca (výslovnost  [ˌwɪnəˈmʌkə]IPA) je jediné a sídelní město okresu Humboldt County ve státě Nevada ve Spojených státech amerických. Žije zde přibližně 8 400 obyvatel.
Nachází se v Nevadské poušti. Pojmenováno bylo podle pajutského náčelníka Winnemuccy, který v oblasti v 19. století žil. Železniční trať vedoucí přes město byla zprovozněna v roce 1868. Městská samospráva byla zřízena v roce 1917. Do Winnemuccy zasadil spisovatel C. D. Payne děj románu Mladík v Nevadě, posledního dílu své hexalogie Mládí v hajzlu.
Městem prochází dálnice Interstate 80 a silnice U. S. Route 95.